# 李棠 (康熙進士)
李棠（？—？），字召林，廣西臨桂縣人。清朝政治人物。

## 生平
康熙三年（1664年）中式甲辰科三甲進士。選翰林院庶吉士，散館改監察御史。官至四譯館少卿。